# Arthur Mämpel
Arthur Mämpel (* 6. Januar 1906 in Dortmund-Lindenhorst; † 21. Oktober 1988 in Wanne-Eickel) war ein deutscher Historiker und Dramaturg.

## Leben
Mämpel absolvierte 1926 sein Abitur und studierte danach Literatur- und Musikwissenschaft in Heidelberg, Göttingen und Münster. Während seiner Studienzeit in Heidelberg schloss er sich, seiner musischen Neigung folgend, im Sommersemester 1926 der dortigen Sängerschaft Thuringia an.  Nach Staatsexamen und Promotion betätigte er sich seit 1931 als Musik- und Theaterkritiker. Zugleich betrieb er theaterkundliche Archivstudien, bevorzugt in Westfalen. Er war Dozent an der Hochschule für angewandte Theaterkunde in Frankfurt und Chefdramaturg an der Städtischen Bühnen Dortmund. Gleichzeitig arbeitete er ab 1948 als Kulturreferent der späteren Dortmunder Bergbau AG.

## Werke
Monographien
- Einsame Jugend. Gedichte. Ruhfus, Dortmund 1930.
- Im Lichtrausch. Herbstblätter. Gedichte. Ruhfus, Dortmund  1933.
- Teterow, die älteste vorgeschichtliche Fundstätte Norddeutschlands. In Mecklenburg auf den ersten altpalaeolithischen Spuren der Urzeitmenschen. Buchdr. Hermann Decker, Teterow in Mecklenburg 1934.
- Das Dortmunder Theater. Materialien zu einer Geschichte des Bühnenlebens in der Stadt Dortmund von seinen Anfängen bis zur Gegenwart. 2 Bände. Ruhfus, Dortmund 1935 f.
- Thomas Carlyle als Künstler unter besonderer Berücksichtigung „Friedrichs des Großen“. Langendreer, Bochum 1935, (zugleich Dissertation Göttingen 1935).
- Die Anfänge des Osnabrücker Theaters. 1938.
- Verlockendes Land. Poetische und historische Plaudereien aus Bad Oeynhausen. Bad-Druckerei und Verlag Theine & Peitsch, Bad Oeynhausen 1938.
- Das Dortmunder Theater von seinen Anfängen bis zur Gegenwart – Ein Überblick. Ruhfus, Dortmund 1948.
- Bergbau in Dortmund. 3 Bände. 1963–1969.
- Die Anfänge der Wagner-Pflege im „Westfälischen Bayreuth“. Richard Wagner als zeitgenössischer Komponist im Musikleben der Stadt Dortmund. Kulturamt, Dortmund 1965.
- 500 Jahre Dortmunder Theater. Kulturamt, Dortmund 1967.

Beiträge in Beiträge zur Geschichte Dortmunds und der Grafschaft Mark des Historischen Vereins für Dortmund und die Grafschaft Mark e.V.
- Das Dortmunder Theater von seinen Anfängen bis zur Gegenwart. In: Band 47, S. 99, 1948.
- Theaterunternehmer Wilhelm Köhler und die Familie Müller. Ein Beitrag zur Kulturgeschichte der Stadt Dortmund in der ersten Hälfte des 19. Jahrhunderts. In: Band 51, S. 94, 1954.
- Die Anfänge Wilhelm Siebens in Dortmund. Ein Beitrag zur Musikgeschichte dieser Stadt im 20. Jahrhundert. In: Band 58, S. 325, 1962.
- Vom Kühnschen Saal zum Brügmannschen Zirkus Materialien zu einer Geschichte des Bühnenlebens in de Stadt Dortmund von seinen Anfängen bis zur Gegenwart. In: Band 60, S. 115, 1963.
- Ein Kapitel aus der Geschichte des Dortmunder Bühnenlebens. Der Brügmannsche Zirkus und die Gründung der Dortmunder-Stadttheater-AG 1871 bis 1872. (Zur Eröffnung des neuen Theaters am Hiltropwall). In: Band 62, S. 165, 1965.
- 100 Jahre Verdi-Pflege Dortmund. In: Band 64, S. 109, 1968.
- Das Kulturleben Dortmunds im Jahrzehnt der Gründerzeit. Unter besonderer Berücksichtigung der Stadt-Theater-Aktiengesellschaft. In: Band 67, S. 105, 1971.
- Dortmunds kulturelle Verbindungen zu den Niederlanden im Umkreis der globalen westfälischen Kontakte. In: Band 69, S. 5, 1974.
- Das Rotterdamer „Abenteuer“ des Dortmunder Theaterdirektors Ignaz Pollak im Jahre 1891. In: Band 70, S. 365, 1976.